# Antje Möldner-Schmidt

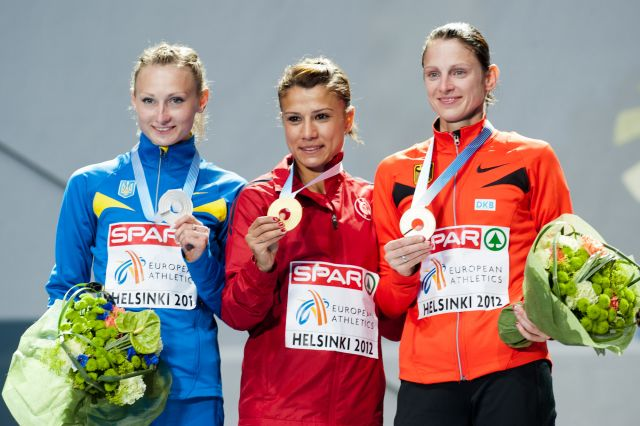
Möldner-Schmidt (z prawej) na podium mistrzostw Europy w Helsinkach (2012)

Antje Möldner-Schmidt (ur. 13 czerwca 1984 w Poczdamie-Babelsbergu) – niemiecka lekkoatletka, specjalistka od średnich i długich dystansów.

## Osiągnięcia
- 6. miejsce podczas halowych mistrzostw Europy (bieg na 1500 m, Madryt 2005)
- brązowy medal młodzieżowych mistrzostw Europy (bieg na 1500 m, Erfurt 2005)
- 2. lokata na halowym pucharze Europy (bieg na 3000 m, Liévin 2006)
- 1. miejsce podczas superligi drużynowych mistrzostw Europy (bieg na 3000 m z przeszkodami, Leiria 2009)
- srebro (po dyskwalifikacji Switłany Szmidt) mistrzostw Europy (Helsinki 2012)
- 8. miejsce na mistrzostwach świata (bieg na 3000 metrów z przeszkodami, Moskwa 2013)
- złoty medal mistrzostw Europy (Zurych 2012)
- liczne złote medale mistrzostw Niemiec zarówno w hali jak i na stadionie

W 2008 Möldner reprezentowała Niemcy podczas igrzysk olimpijskich w Pekinie. Pomimo ustanowienia rekordu kraju odpadła w eliminacjach 3000 metrów z przeszkodami. Ostatecznie Niemka została sklasyfikowana na 18. pozycji. W 2012, podczas igrzysk olimpijskich w Londynie, Möldner zajęła 7. miejsce w finale biegu 3000 metrów z przeszkodami.

## Rekordy życiowe
- bieg na 1500 metrów – 4:08,81 (2005)
- bieg na 2000 metrów z przeszkodami – 6:15,90 (2009) rekord Niemiec
- bieg na 3000 metrów z przeszkodami – 9:21,73 (2009) były rekord Niemiec
- bieg na 1500 metrów (hala) – 4:10,83 (2005)
- bieg na 2000 metrów (hala) – 5:47,66 (2006)
- bieg na 3000 metrów (hala) – 9:01,07 (2006)